# Albizia duclouxii
Albizia duclouxii är en ärtväxtart som beskrevs av François Gagnepain. Albizia duclouxii ingår i släktet Albizia och familjen ärtväxter. Inga underarter finns listade i Catalogue of Life.